# Open di Francia 2025 - Doppio femminile in carrozzina
Il doppio femminile in carrozzina del torneo di tennis professionistico Open di Francia 2025, facente parte della categoria Grande Slam, si gioca dal 5 al 7 giugno 2025 allo Stade Roland Garros di Parigi, Francia.
In finale Yui Kamiji / Kgothatso Montjane hanno battuto la coppia cinese Li Xiaohui e Wang Ziying con il punteggio di 4–6, 7–5, [10–7], 
Diede de Groot e Aniek van Koot erano le detentrici del titolo, ma hanno deciso di non giocare in insieme. De Groot gioca in coppia con Ksénia Chasteau, ed è stata eliminata al primo turno dalla coppia Yui Kamiji / Kgothatso Montjane mentre van Koot, in coppia con Pauline Déroulède, è stata eliminata al turno successivo dalla coppia cinese formata da Li Xiaohui e Wang Ziying  

## Teste di serie
1.    Manami Tanaka /  Zhu Zhenzhen (semifinale)
  2.    Li Xiaohui /  Wang Ziying (finale)

## Tabellone

### Legenda
| - Q = Qualificato - WC = Wild card - LL = Lucky loser | - ALT = Alternate - SE = Special Exempt - PR = Protected Ranking | - w/o = Walkover - r = Ritirato - d = Squalificato |

|  | Quarti di finale | Quarti di finale                  | Quarti di finale               | Quarti di finale | Quarti di finale |  |  | Semifinali | Semifinali                       | Semifinali                    | Semifinali             | Semifinali |   |     | Finale | Finale                        | Finale | Finale | Finale |  |
|  |                  |                                   |                                |                  |                  |  |  |            |                                  |                               |                        |            |   |     |        |                               |        |        |        |  |
|  | 1                | Manami Tanaka Zhu Zhenzhen        | 7                              | 5                | [10]             |  |  |            |                                  |                               |                        |            |   |     |        |                               |        |        |        |  |
|  |                  | Angélica Bernal Lizzy de Greef    | 63                             | 7                | [4]              |  |  | 1          | Manami Tanaka Zhu Zhenzhen       | Manami Tanaka Zhu Zhenzhen    | 1                      | 4          |   |     |        |                               |        |        |        |  |
|  |                  | Ksénia Chasteau Diede de Groot    | Ksénia Chasteau Diede de Groot | 0                | 3                |  |  |            | Yui Kamiji Kgothatso Montjane    | Yui Kamiji Kgothatso Montjane | 6                      | 6          |   |     |        |                               |        |        |        |  |
|  |                  | Yui Kamiji Kgothatso Montjane     | Yui Kamiji Kgothatso Montjane  | 6                | 6                |  |  |            |                                  |                               |                        |            |   |     |        | Yui Kamiji Kgothatso Montjane | 4      | 7      | [10]   |  |
|  |                  | Pauline Déroulède Aniek van Koot  | 1                              | 6                | [10]             |  |  |            |                                  | 2                             | Li Xiaohui Wang Ziying | 6          | 5 | [7] |        |                               |        |        |        |  |
|  |                  | Macarena Cabrillana Saki Takamuro | 6                              | 4                | [3]              |  |  |            | Pauline Déroulède Aniek van Koot | 6                             | 5                      | [5]        |   |     |        |                               |        |        |        |  |
|  | Alt              | Jinte Bos Charlotte Fairbank      | Jinte Bos Charlotte Fairbank   | 2                | 4                |  |  | 2          | Li Xiaohui Wang Ziying           | 4                             | 7                      | [10]       |   |     |        |                               |        |        |        |  |
|  | 2                | Li Xiaohui Wang Ziying            | Li Xiaohui Wang Ziying         | 6                | 6                |  |  |            |                                  |                               |                        |            |   |     |        |                               |        |        |        |  |